# Antonino Ventimiglia
Antonino Ventimiglia (Palermo, 1642 – Borneo, 1693) è stato un missionario italiano.
Fu vicario apostolico del Borneo dal 1691 al 1693.

## L'ingresso nell'Ordine Teatino
Antonino fu figlio di Lorenzo Ventimiglia, conte di Prades e Collesano, e di Maria Filangeri e Beccadelli, dei marchesi di Lucca. Nel 1653, ad appena undici anni, il Ventimiglia entrò come novizio nella canonica di San Giuseppe di Palermo dei padri teatini, qui nel 1659 professò, con solenne rito, i voti di chierico regolare.
Sin dai primi tempi del suo stato religioso Antonino concepì l'idea di predicare il Vangelo nelle Indie Orientali: ne fece voto particolare, osteggiato dai familiari.

### La presenza in Roma e Madrid e i rapporti con i Tomasi di Lampedusa
Carlo Vincenzo Tomasi (1614-1675), chierico teatino in Roma, scrisse il 31 luglio 1668 al fratello gemello Giulio, principe di Lampedusa e duca di Palma di Montechiaro:  "Il signor D. Lorenzo Ventimiglia ha scritto qui al Padre D. Antonino suo figlio per procurarle alcune cipollette di fiori, ma qui sono scarsissime, prego V. S. a mandarle delle sue migliori con li suoi nomi, e gli scriva, che metta questo poco servizio non è a conto vostro ma mio, né voglio altra paga di applicare le primizie di fiori per ornare i sacri altari.
La lettera dà notizia quindi della presenza di Antonino in Roma, dove i Teatini avevano la casa generalizia nella chiesa di San Silvestro al Quirinale. I Teatini all'epoca furono incaricati dell'istruzione dei missionari nel collegio di Propaganda Fide; qui Antonino fu in contatto con i primi missionari dell'ordine reduci della Mingrelia e Georgia. Negli stessi anni è documentata la presenza del fratello Girolamo Ventimiglia, che accompagnò Carlo Tomasi nel pellegrinaggio al santuario della Basilica della Santa Casa di Loreto.
I legami dei Tomasi con i Ventimiglia erano molto saldi. Fra Carlo, il 29 ottobre 1672, scrivendo al nipote Giuseppe Maria Tomasi, pur esso teatino, qualifica il padre di Antonino come unico amico rimastogli in Palermo: Vi è un'altra Madonnina, V. R. la conservi segretamente perché spero mandarla con un'altra indulgenza al signor D. Lorenzo Ventimiglia mio, unica reliquia degl'amici antichi costà, e di nuovo me li raccomando all'orazioni.
La venerabile Isabella Tomasi - suor Maria Crocifissa, quella della Lettera del Diavolo - dal monastero di Palma, in almeno due lettere,
 ricorda l'amico Antonino Ventimiglia, consolandolo - con la sorella Lorenza - per le traversie familiari dovute alla congiura che i Ventimiglia avevano guidato contro la monarchia spagnola, per favorire l'ascesa al trono di Sicilia di Luigi di Borbone, conte di Vermandois.
Antonino, mandato successivamente a Madrid fu maestro dei novizi della casa teatina di Nuestra Señora del Favor, dove era professore e preposito il fratello più giovane, Girolamo Ventimiglia. Nel dicembre 1682, Antonino fu a Salamanca, ove fondò un collegio universitario, con relativa cappella e casa teatina nella Real Clerecìa de San Marcos. Dopo annose lotte per partire missionario, e ripetute richieste al papa, finalmente, nel 1683 ottenne il permesso pontificio per partire alla volta delle Indie.

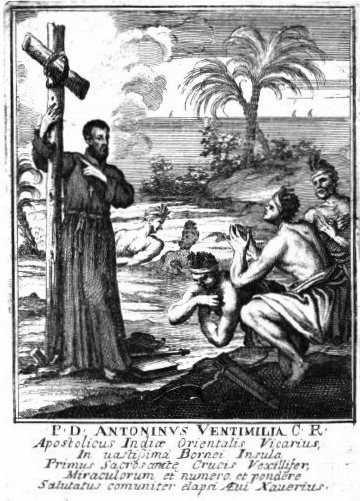
Riproduzione settecentesca di Antonino Ventimiglia, primo evangelizzatore del Borneo.

 Ottenuta la destinazione missionaria dal pontefice, temendo nuovi impedimenti, il 13 gennaio 1683 il quarantenne canonico siciliano abbandonò di nascosto la casa teatina e fugge a Lisbona. Quivi non trovò una nave atta al viaggio oceanico per le Indie, e s'imbarcò il 25 marzo dello stesso anno su una navicella che gli procurò un lungo viaggio, pieno di incidenti e peripezie, per giungere alla volta di Goa Velha, sulle coste occidentali dell'India.

## I prodromi della ‘folle’ impresa di Antonino
Tre furono i tentativi di colonizzazione missionaria nell'Indonesia: quella dei Gesuiti nelle Molucche del Cinquecento, quella delle Missioni straniere di Parigi a Banten nel Seicento e quella dei Teatini fra la fine del XVII e inizio del XVIII secolo. Quest'ultima, quella di Antonino, fu tra le più audaci e folli; rivolta all'evangelizzazione delle sconosciute popolazioni del centro-sud del Borneo, procedendo in rotta di collisione contro gli interessi mercantili delle compagnie europee e dei sultanati musulmani.
Fin dal 1640 i Teatini avevano creato una testa di ponte a Goa, in India, per irraggiarsi successivamente su Golconda e la Costa del Coromandel. Da qui si cominciarono a elaborare i progetti di missione nel mezzogiorno del Borneo, ossia nella regione di Banjarmasin.

### Genesi della missione di Banjarmasin
Negli ultimi decenni del Seicento i Portoghesi di Macao spedivano annualmente un convoglio di navi a Banjarmasin per commerciare con il locale sovrano. Questi aveva richiesto ai mercanti portoghesi l'installazione di una fattoria o emporio portuale, permettendo la fondazione di una chiesa officiata da un prete cattolico.  Ma i mercanti, in grande maggioranza, essendo contrari allo stabilimento di una colonia in Banjarmasin, non trasmisero la richiesta al Capitano generale di Macao. Un mercante, di nome Coutinho, di antica famiglia cavalleresca portoghese e profondamente religioso, trasmise però la richiesta del locale sovrano ai Teatini di Goa, che intesero subito l'occasione di costituire una missione nel Borneo. Dalla casa teatina di Goa partirono dunque delle missive alla volta di Lisbona, alfine di convincere il re del Portogallo dell'utilità di fondare la fattoria di Banjarmasin.
Antonino non attese le autorizzazioni regie: nel maggio del 1687 si volle subito imbarcare in rotta per Macao, insieme a Coutinho, nonostante gli ostacoli frapposti dalle autorità di Goa. Giunto alla meta, nondimeno, il canonico teatino dovette scontrarsi con la dura opposizione dei mercanti portoghesi, poco propensi a far controllare i propri liberi e lucrosi traffici da un'istituzione statale portoghese installata nel porto di Banjarmasin. Il Ventimiglia, senza scoraggiarsi, pensa in alternativa di partire in missione per il Giappone, dove peraltro vigeva un duro divieto imperiale alla propaganda cattolica.
L'occasione propizia, per finalmente lanciarsi nella tenzone religiosa, il Ventimiglia sembrò coglierla quando viene a conoscenza che un'analoga richiesta, di fondare una fattoria, proviene dal sultano di Sudakana, nel Borneo occidentale. Mentre il teatino cercava di organizzare la sua missione, a Macao giunse inattesa un'ambasceria ufficiale del sultano di Banjamarsin, che convinse il Capitano generale portoghese a far partire con il prossimo convoglio mercantile i funzionari statali incaricati di valutare la situazione.
Antonino s'imbarcò l'11 gennaio 1688 e sbarca nel Borneo il 2 febbraio successivo. A Banjamarsin il Ventimiglia si incontrò con alcuni Dayak Ngaiu dell'interno dell'isola e comprese che la sua missione può essere rivolta soltanto a loro, essendo gli abitanti della costa di fede musulmana. Ma i Portoghesi a maggio obbligarono il teatino a reimbarcarsi e lo ricondussero a Macao.

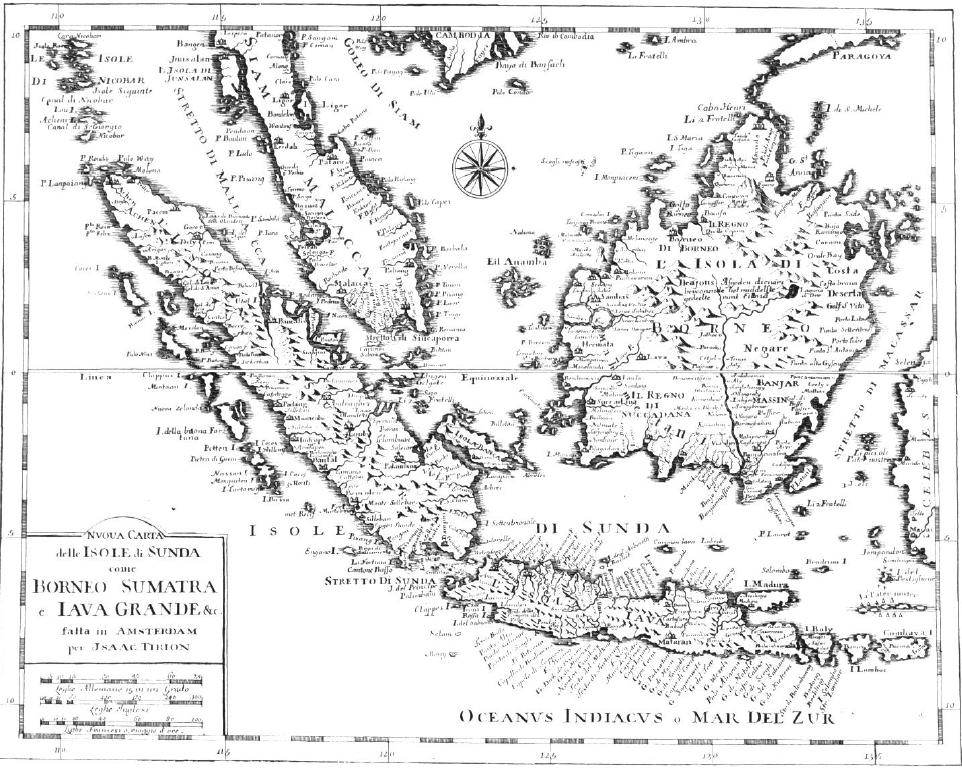
Le Isole della Sonda, teatro delle gesta del canonico Antonino Ventimiglia.

Antonino non demorse, riprese il mare l'8 gennaio 1689 e giunge nel Borneo al 30 dello stesso mese. Qui, approfittando della guerra scoppiata tra Ngaiu e musulmani, Antonino entrò in contatto con alcuni capi Ngaiu con i quali intavola lunghe trattative. Il Ventimiglia accettò infine di inoltrarsi nelle foreste del Borneo e giunse a prelevarlo e accompagnarlo dai re dayak una flottiglia fluviale di 25 grandi piroghe con a bordo ottocento guerrieri ngaiu, cacciatori di teste. La squadra che accompagnava il Ventimiglia era formata da un cinese, ex-schiavo liberato da Coutinho, un ex-schiavo ngaiu venduto da mercanti malesi al Ventimiglia e da un marinaio bengalese.

### Dallo sbarco nel Borneo alla morte
Il 19 giugno 1692 papa Innocenzo XII lo nominò vicario apostolico del Borneo. Sorprendentemente nell'isola, che era chiusa agli stranieri, ebbe inizialmente buona accoglienza, in quanto si dimostrò interessato unicamente ai progetti di evangelizzazione, a differenza di molti che vi cercavano ricchezze. Anzi, dai sovrani musulmani gli furono offerte terre e potere, ma lui rifiutò. Tuttavia fu ricevuto con i più alti onori e gli si diede il sommo titolo di tatum.
Riuscì a costruire la prima chiesa sull'isola e a convertire al Cattolicesimo migliaia di abitanti. Tra i miracoli che si narrano intorno all'evangelizzazione del Borneo c'è quello di un uomo, l'unico membro di una famiglia di convertiti che aveva rifiutato di aderire al Cattolicesimo. Poco dopo la morte, tornando brevemente in vita, avrebbe detto che era stato condannato all'inferno per la sua incredulità e avrebbe fornito il recapito esatto del padre Ventimiglia a chi voleva convertirsi: in molti avrebbe creduto e avrebbero ritrovato il padre Ventimiglia nel luogo indicato. Si narra anche che facesse risuscitare un ragazzo per l'insistenza della madre, che minacciava di abbandonare il cristianesimo. 
Le conversioni furono molto numerose, stimate in 200 000 persone. Ciò destò la preoccupazione del sultano musulmano di Banjarmasin, che inviò dei sicari per uccidere il padre Ventimiglia, che scampò miracolosamente a diversi attentati. Le circostanze della morte rimasero ignote, in quanto a nessuno straniero dopo di lui fu concesso di sbarcare nell'isola. Si ebbe notizia che il padre era stato sepolto nella chiesa da lui stesso costruita.